# Cláudio Taffarel
Cláudio André Mergen Taffarel (Santa Rosa, 8 mei 1966) is een Braziliaans voormalig voetbalkeeper. Hij speelde van 1985 tot en met 2003 voor Internacional, Parma, Reggiana, Atlético Mineiro en Galatasaray. Taffarel speelde 101 keer in het Braziliaans voetbalelftal, waarmee hij het WK 1994 en in zowel 1989 als 1997 de Copa América won.

## Clubvoetbal en nationale ploeg
Taffarel begon zijn profloopbaan bij SC Internacional in 1984.
In 1990 tekende hij een contract bij Parma FC, maar het lukte het hem niet om met het Braziliaans voetbalelftal het wereldkampioenschap voetbal 1990 te winnen. In 1993 volgde een transfer naar AC Reggiana waar hij twee jaar speelde. In 1994 won hij met Brazilië het wereldkampioenschap voetbal 1994 na een strafschoppenserie in de finale waarin hij op doel stond. Van 1994-1997 stond hij onder contract bij Atletico Mineiro. In 1998 stond hij opnieuw in de wk-finale die tegen Frankrijk verloren ging. Taffarel ging na het WK naar Galatasaray en tekende een contract voor 3 jaar. Met die club werd onder andere UEFA Cup en de UEFA Super Cup gewonnen. Hij sloot zijn carrière af in Parma.
Taffarel ging in 2011 aan de slag als keeperstrainer bij zijn oude club Galatasaray. Dit bleef hij tot juli 2016. Een jaar later keert hij echter weer terug bij Galatasaray en werd keeperstrainer bij Galatasaray. Sinds november 2021 werkt hij als keeper coach bij Liverpool FC.

## Erelijst
| Competitie                     |        |                  |       |       |
| Competitie                     | Aantal | Jaren            |       |       |
| Parma                          | Parma  | Parma            | Parma | Parma |
| ------------------------------ | ------ | ---------------- | ----- | ----- |
| Coppa Italia                   | 2x     | 1991/92, 2001/02 |       |       |
| European Cup Winners' Cup      | 1x     | 1992/93          |       |       |
| Atlético Mineiro               |        |                  |       |       |
| Campeonato Mineiro             | 1x     | 1995             |       |       |
| Copa CONMEBOL                  | 1x     | 1997             |       |       |
| Galatasaray                    |        |                  |       |       |
| UEFA Cup                       | 1x     | 1999/00          |       |       |
| UEFA Super Cup                 | 1x     | 2000             |       |       |
| Süper Lig                      | 2x     | 1998/99, 1999/00 |       |       |
| Türkiye Kupası                 | 2x     | 1998/99, 1999/00 |       |       |
| Brazilië                       |        |                  |       |       |
| Pan-Amerikaanse Spelen         | 1x     | 1987             |       |       |
| FIFA WK                        | 1x     | 1994             |       |       |
| CONMEBOL Copa América          | 2x     | 1989, 1997       |       |       |
| Brazilië onder 20              |        |                  |       |       |
| FIFA WK onder 20               | 1x     | 1985             |       |       |
| CONMEBOL Sudamericano onder 20 | 1x     | 1985             |       |       |

Individueel
- In 1988 werd Taffarel verkozen tot Braziliaans voetballer van het jaar